# 자마역
자마역(일본어: 座間駅)은 일본 가나가와현 자마시에 위치한 오다큐 전철 오다와라선의 역이다. 역 번호는 OH 31이다.

## 역사
- 1927년 7월 28일: 신자마역으로 영업 개시. "직통" 정차역이 됨. 각역정차는 신주쿠 ~ 이나다노보리토역(현, 무코가오카유엔역) 구간만 운행하고 있었음.
- 1937년 7월 1일: 자마유원역으로 역명 변경.
- 1941년 10월 15일: 자마역으로 역명 변경.
- 1945년 6월: 과거에 신주쿠 ~ 이나다노보리토 역 구간만을 운행하던 각역정차가 전 노선에서 운행하게 되어 각역정차의 정차역이 됨과 동시에 "직통"은 폐지됨.
- 1946년 10월 1일: 준급이 설정되어 정차역이 됨.
- 1960년 3월 25일: 통근준급이 설정되어 정차역이 됨.
- 1978년 4월 6일: 교상 역사와 동서연결통로 완성 및 공용 개시.
- 2003년 3월 22일: 엘리베이터 설치, 자유 통로의 확장과 역사 개량 공사 완료.
- 2004년 12월 11일: 구간 준급이 설정되어 정차역이 됨.
- 2008년 4월 18일: 새로운 디자인의 역명판 전환 완료.
- 2009년 2월 20일: 하행 승강장에 있던 화장실을 개찰 내의 교상 부분으로 이전하여 사용 개시.
- 2011년 11월 7일: 개찰 외 교상 부분에 있는 자동 판매기 옆에 자동체외식제세동기(AED)가 설치되어 사용 개시.

## 역 구조
상대식 승강장 2면 2선의 지상역에서 교상 역사를 갖는다.

### 타는 곳
| 번호 | 노선       | 방향 | 방면                             |
| ---- | ---------- | ---- | -------------------------------- |
| 1    | 오다와라선 | 하행 | 오다와라·하코네유모토 방면       |
| 2    | 오다와라선 | 상행 | 사가미오노·신주쿠· 지요다선 방면 |

## 역 주변
역 서쪽에는 가나가와 현도 407호 스기쿠보자마선(간논도리)이 있고, 단구 밑의 옛 관청, 자마 하숙집 쪽으로 구 중심부가 펼쳐진다. 동쪽은 덴다이, 다쓰노다이 방면으로 향하는 곳이며 1965년대 때부터 개발이 이루어진 주택지가 펼쳐진다. 동북부에는 현립 야토야마 공원이 있다. 너구리나 까마귀 등이 많은 지역이다.

### 니시구치
- 쇼코쿠지 절(쇼코쿠칸논) - 범종은 중요 문화재로 지정되어 있다.
- 자마시청 니시 출장소
- 스즈카묘 신사
- 자마시립 이리야 초등학교
- 가나가와현립 자마 고등학교
- 가나가와현립 자마 양호학교
- 피아고 자마점
- 가나가와 현경 자마 경찰서

### 히가시구치
- Odakyu OX(슈퍼 마켓)
- 가나가와현립 자마니도야마 공원
- 요코하마 은행 자마 역전 지점
- 자마역앞 우체국
- 자마역앞 상점가
- 산와 자마점

## 사진

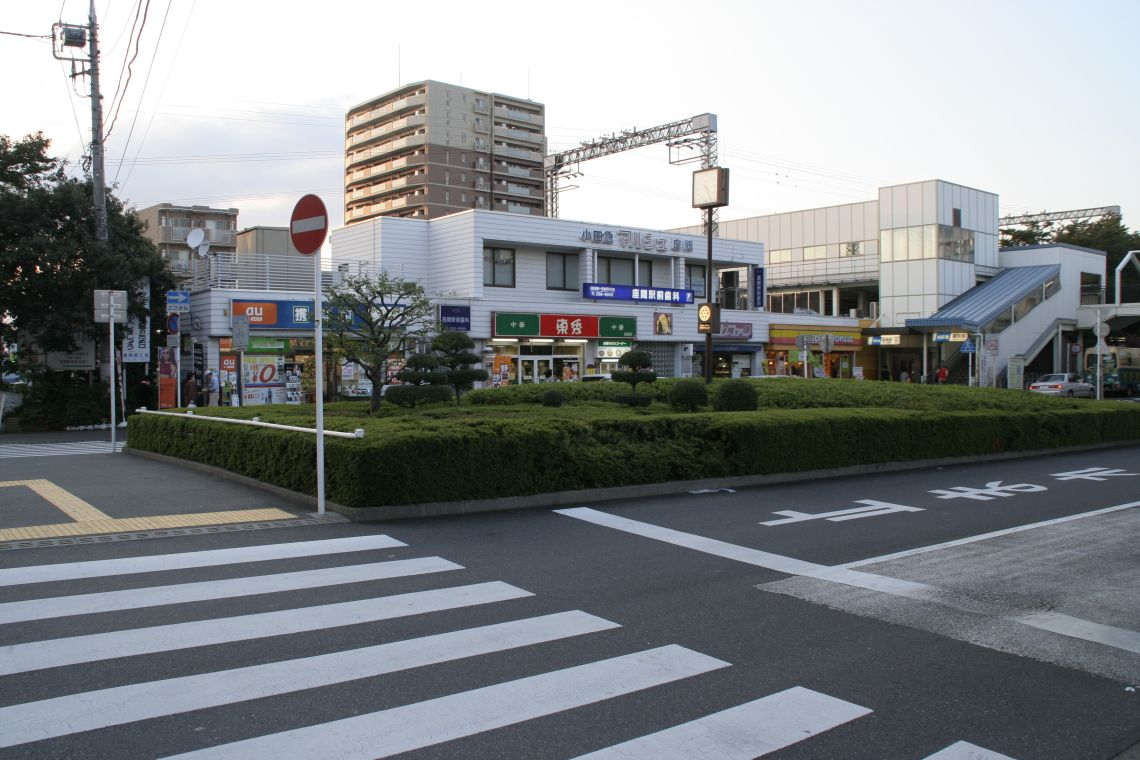
동쪽 출입구

## 인접역
| 오다큐 오다와라선              | 오다큐 오다와라선 | 오다큐 오다와라선             |
| ------------------------------ | ----------------- | ----------------------------- |
| (무정차통과)                   | ■ 쾌속급행 ■ 급행 | (무정차통과)                  |
| OH 30 소부다이마에 아야세 방면 | □ 통근준급        | 에비나 OH 32 (하행 열차 없음) |
| OH 30 소부다이마에 아야세 방면 | ■ 준급            | 에비나 OH 32 오다와라 방면    |
| OH 30 소부다이마에 신주쿠 방면 | ■ 각역정차        | 에비나 OH 32 오다와라 방면    |